# Nagy Pál (kanonok)
Nagy Pál (Zsitvagyarmat, 1750. április 2. – Székesfehérvár, 1819. január 11.) bölcseleti és teológiai doktor, apát és prépost-kanonok.

## Élete
Nemes szülők gyermeke. Miután a humaniorákat elvégezte, felvették az esztergomi papnövendékek közé, a bölcseletet Nagyszombatban végezte és 1774-1775-ben a teológia jelöltje volt ugyanott az egyetemi papnevelőben. Itt és a bécsi Pázmáneumban végezte 1775-1779-ben a teológia négyéves folyamát. 1780-ban a bölcselet tanára volt Nagyszombatban. 1784-től Pozsonyban működött, 1790-ben fejérvári kanonok, majd beheli apát, káptalani prépost, 1811-ben püspöki helyettes lett, mely tisztét öt évig viselte. 1816-ban nagypréposttá nevezték ki.
Latin költeményei vannak a Magyar Hírmondóban (1792. I. 420., 421. l.) és a Magyar Kurirban (1792. I. 416. l.).

## Művei
- Excell. ill. ac rev. dno Ignatio Nagy de Séllye episcopo Alba-Regalensi. Ad diem III. Cal. Aug. quo festum sancti patroni sui recoleret in grati animi testimonium oblatum a. 1789. Posonii.
- Álombúl fel serkent muzsának látási, mellyek a hevesi nemes korona őrzőknek kedvükért négy ágyú strófában ki bocsátattak bőjt más havának 30. napján 1790. Pest.
- Oratio in solenni Introductione junioris cleri Alba-Regalensis ad novum seminarium septimo Idus Novembris dicta anno 1802. Posonii, 1802.
- Carmina in perpetuum pietatis et venerationis monimentum Francisco II. semper Augusto patri patriae, quum communi populorum gaudio hereditarius Austriae imperator renunciaretur, oblata, sacrataque anno 1804. Albae-Regiae.
- Reverendiss. dno Paulo Szegedi de Mező-Szeged, cath. ecclesiae Albaregalensis praeposito majori et canonico dum festem sancti patroni celebraret, piis votis applausit… die 25. Januarii anno 1804. Alba-Regiae.
- Carmina Francisco Primo semper Augusto in perpetuum homagialis venerationis monimentum. Alba-Regiae, 1807.

Kézirati munkája: Carmina seren. dno Josepho regni Hung. palatino oblata. Albae-Reg., 1809. 4rét 4 levél (a Magyar Nemzeti Múzeumban).